# جيم كينيدي (لاعب كريكت)
جيم كينيدي (31 أغسطس 1932 في المملكة المتحدة - 21 فبراير 2007) (بالإنجليزية: Jim Kennedy)‏ هو لاعب كريكت بريطاني. لعب مع نادي مقاطعة دورهام للكريكت ‏.

## وصلات خارجية
- جيم كينيدي على موقع إي آس بي آن كريك إنفو (الإنجليزية)